# Belville (Carolina del Nord)
Belville és una població dels Estats Units a l'estat de Carolina del Nord. Segons el cens del 2007 tenia 383 habitants.

## Demografia
Segons el cens del 2000, Belville tenia 285 habitants, 108 habitatges i 84 famílies. La densitat de població era de 27,2 habitants per km².
Dels 108 habitatges en un 42,6% hi vivien nens de menys de 18 anys, en un 62% hi vivien parelles casades, en un 11,1% dones solteres, i en un 22,2% no eren unitats familiars. En el 17,6% dels habitatges hi vivien persones soles el 4,6% de les quals corresponia a persones de 65 anys o més que vivien soles. El nombre mitjà de persones vivint en cada habitatge era de 2,64 i el nombre mitjà de persones que vivien en cada família era de 2,95.
Per edats la població es repartia de la següent manera: un 28,4% tenia menys de 18 anys, un 11,9% entre 18 i 24, un 40,7% entre 25 i 44, un 13,7% de 45 a 60 i un 5,3% 65 anys o més.
L'edat mediana era de 27 anys. Per cada 100 dones de 18 o més anys hi havia 100 homes.
La renda mediana per habitatge era de 55.536 $ i la renda mediana per família de 56.250 $. Els homes tenien una renda mediana de 29.167 $ mentre que les dones 23.929 $. La renda per capita de la població era de 22.482 $. Entorn del 7,4% de les famílies i el 14,5% de la població estaven per davall del llindar de pobresa.

## Poblacions més properes
El següent diagrama mostra les poblacions més properes.